# Быстрец (приток Вобловицы)
Быстрец — река в России, протекает в Нагорском районе Кировской области. Устье реки находится в 35 км по правому берегу реки Вобловица. Длина реки составляет 10 км.
Исток реки находится в лесном массиве на Северных Увалах в 27 км к западу от посёлка Нагорск. Река течёт на северо-восток по ненаселённому лесу. Впадает в Вобловицу в 7 км к западу от села Николаево (Чеглаковское сельское поселение).

## Данные водного реестра
По данным государственного водного реестра России относится к Камскому бассейновому округу, водохозяйственный участок реки — Вятка от истока до города Киров, без реки Чепца, речной подбассейн реки — Вятка. Речной бассейн реки — Кама.
Код объекта в государственном водном реестре — 10010300212111100031419.